# Leonel Rocha
Leonel Maria da Rocha (Taquari, 13 de outubro de 1866 — Erechim, 20 de dezembro de de 1947) foi um líder revolucionário camponês e político do Rio Grande do Sul. Esteve vinculado aos maragatos, contrapostos aos ximangos, na Revolução de 1923.